# دراسات حضرية
تعتمد الدراسات الحضرية أو تعليم التخطيط الحضري على دراسة التنمية الحضرية للمدن. يتضمن ذلك دراسة تاريخ تطوير المدينة من وجهة نظر معمارية، إلى تأثير التصميم العمراني على جهود تنمية المجتمع. تأتي الاهتمامات النظرية والمنهجية الأساسية في مجال الدراسات الحضرية من تخصصات العلوم الاجتماعية في التاريخ والاقتصاد وعلم الاجتماع والجغرافيا والعلوم السياسية والأنثروبولوجيا والمجالات المهنية للتخطيط الحضري والعمارة وهندسة المناظر الطبيعية والتصميم الحضري. تعد الدراسات الحضرية مجالًا رئيسيًا للدراسة يستخدمه الممارسون المساعدون للتخطيط الحضري، فهي تساعد في فهم القيم الإنسانية، والتنمية، والتفاعلات التي لديهم مع بيئتهم المادية.